# 5178 Pattazhy
Az 5178 Pattazhy (ideiglenes jelöléssel 1989 CD4) a Naprendszer kisbolygóövében található aszteroida. R. Rajamohan fedezte fel 1989. február 1-én.